# Сукромлянское сельское поселение
Сукромлянское сельское поселение — упразднённое муниципальное образование в составе Ершичского района Смоленской области России.
Административный центр — деревня Сукромля.
Образовано законом от 2 декабря 2004 года. Упразднено законом от 25 мая 2017 года с включением всех входивших в его состав населённых пунктов в Руханское сельское поселение.

## Географические данные
- Общая площадь: 109,16 км²
- Расположение: восточная часть Ершичского района
- Граничит:
  - на севере — с Рославльским районом
  - на востоке и юго-востоке — с Брянской областью
  - на юго-западе — с Руханским сельским поселением
  - на западе и северо-западе — с Егоровским сельским поселением

Крупные реки: Ипуть, Вороница, Чёрный Пет.

## Население
| 2011 | 2012 | 2013 | 2014 | 2015 | 2016 | 2017 |
| ---- | ---- | ---- | ---- | ---- | ---- | ---- |
| 316  | ↘304 | ↘292 | ↘282 | →282 | ↘279 | ↘275 |

## Населённые пункты
На территории поселения находятся 8 населённых пунктов.
- Сукромля, деревня
- Глухари, деревня
- Ново-Троицкое, деревня
- Петраково, деревня
- Свиридовка, деревня
- Тросно-Ивакино, деревня
- Тросно-Исаево, деревня
- Ходынка, деревня